# بادي كاتلت
بادي كاتلت (بالإنجليزية: Buddy Catlett)‏ هو عازف ساكسفون أمريكي، ولد في 13 مايو 1933 في لونغ بيتش في الولايات المتحدة، وتوفي في 12 نوفمبر 2014 في سياتل في الولايات المتحدة بسبب مرض.

## وصلات خارجية
- بادي كاتلت على موقع IMDb (الإنجليزية)
- بادي كاتلت على موقع ميوزك برينز (الإنجليزية)
- بادي كاتلت على موقع أول ميوزيك (الإنجليزية)
- بادي كاتلت على موقع ديسكوغز (الإنجليزية)